# 廿日市駅

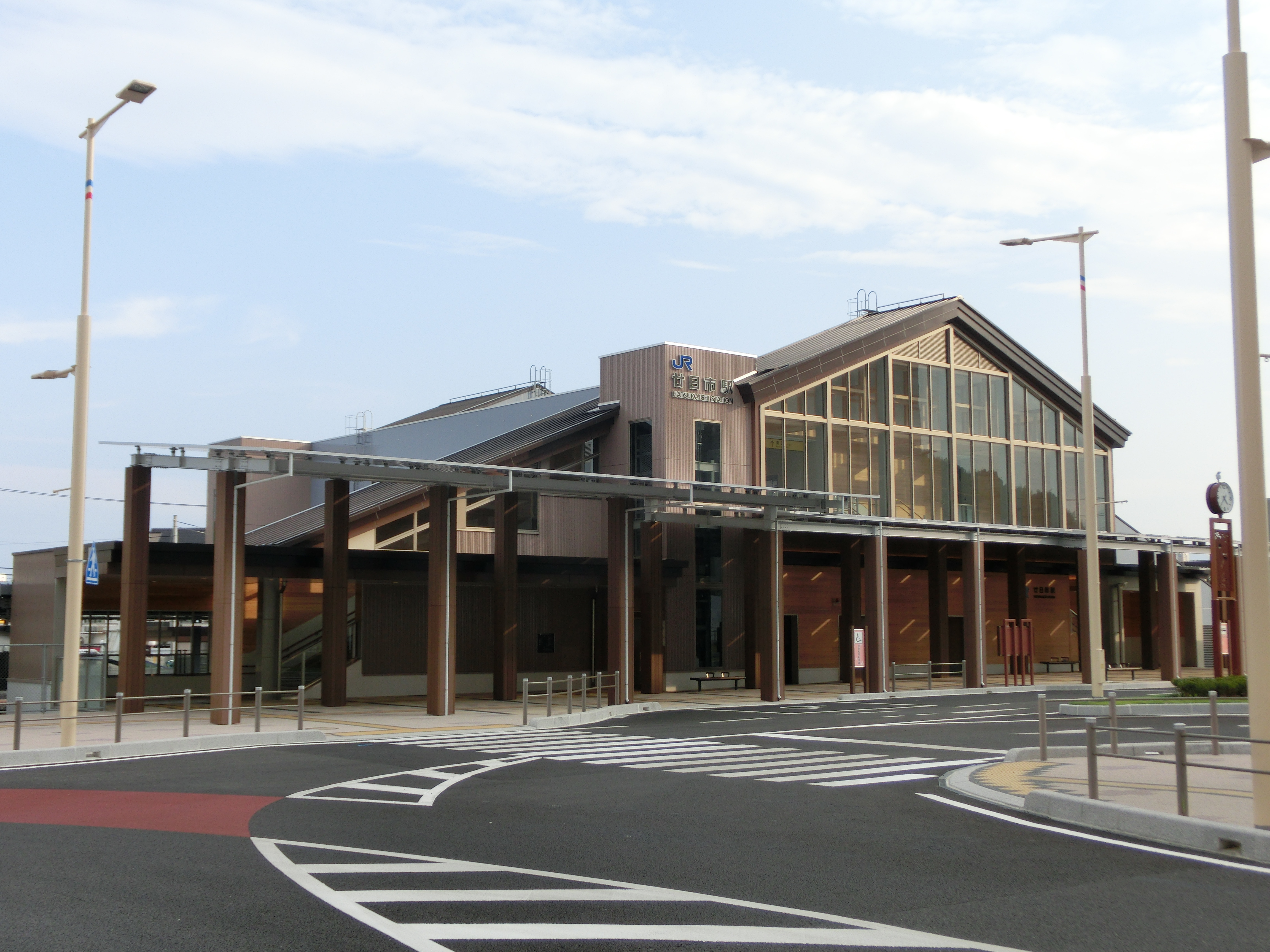
北口（2016年9月）

廿日市駅（はつかいちえき）は、広島県廿日市市駅前にある、西日本旅客鉄道（JR西日本）山陽本線の駅である。駅番号はJR-R07。

## 歴史

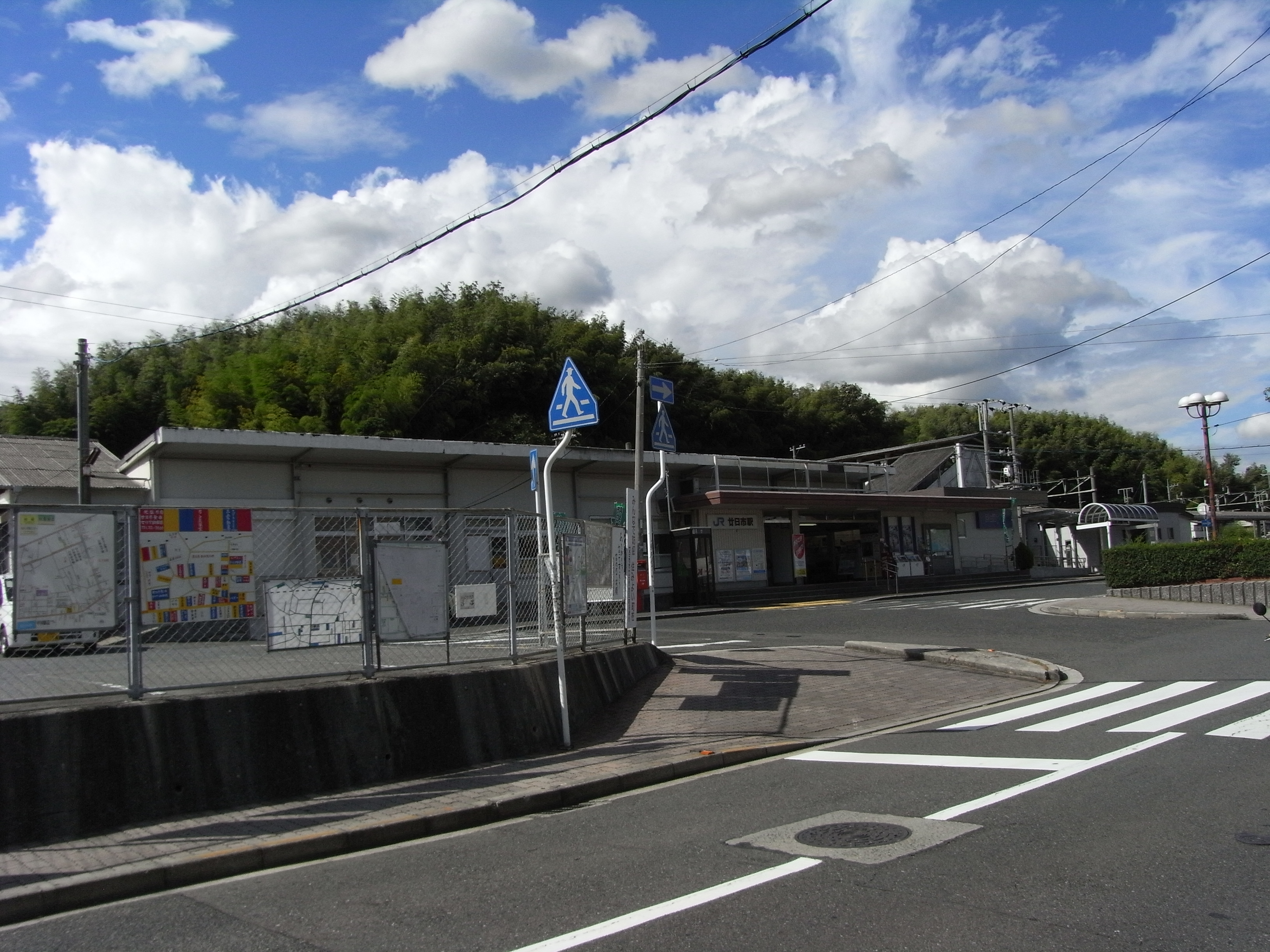
旧駅舎（2008年8月）

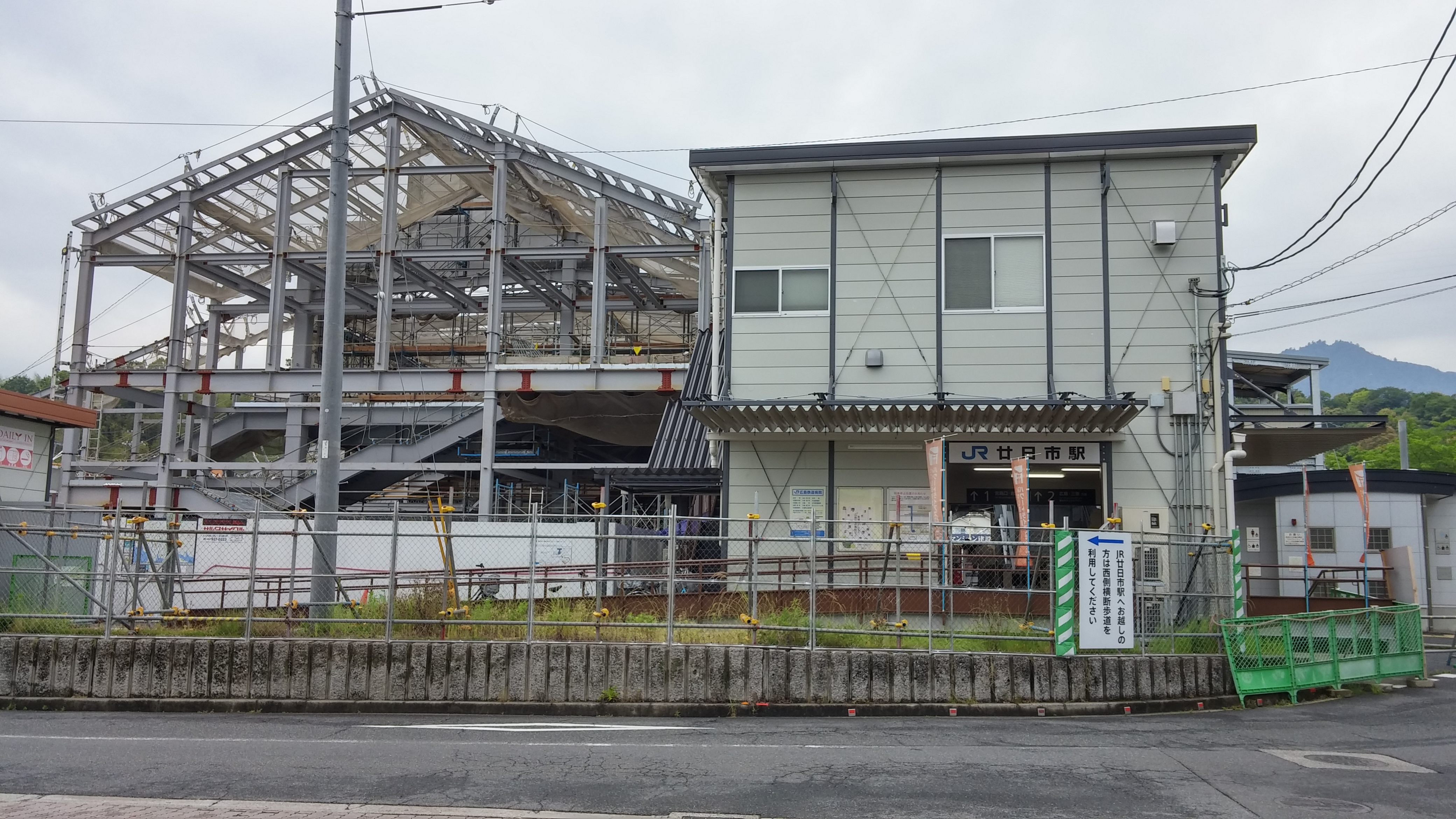
南口仮駅舎（2015年5月）

- 1897年（明治30年）9月25日：山陽鉄道広島駅 - 徳山駅間延伸時に開設[2]。旅客・貨物取扱開始[2]。
- 1906年（明治39年）12月1日：山陽鉄道国有化、官営鉄道の駅となる[2]。
- 1909年（明治42年）10月12日：線路名称制定、山陽本線所属となる。
- 1964年（昭和39年）7月4日：駅舎改築[3]。
- 1980年（昭和55年）9月24日：車扱貨物取扱廃止[2]。駅舎南側に有蓋車用貨物ホームが設置されていた。
- 1986年（昭和61年）4月1日：荷物扱い廃止[2]。
- 1987年（昭和62年）
  - 2月14日：みどりの窓口営業開始[4]。
  - 4月1日：国鉄分割民営化に伴い、西日本旅客鉄道（JR西日本）の駅となる。
- 2007年（平成19年）
  - 6月7日：ICOCA対応自動改札機設置。
  - 9月1日：ICカード「ICOCA」が利用可能となる。
- 2008年（平成20年）10月1日：業務委託駅化（ジェイアール西日本広島メンテック受託）[注釈 1]。
- 2009年（平成21年）6月1日：ジェイアール西日本広島メンテックの西広島営業所が新設され、当駅に設置[注釈 2]。
- 2014年（平成26年）
  - 4月：駅改良工事開始。
  - 9月20日：旧駅舎使用終了、仮設駅舎使用開始。
- 2015年（平成27年）
  - 10月3日：橋上駅舎使用開始[7]。改札口、上下線ホームにLED式発車標新設。セブンイレブンキヨスクJR廿日市駅店オープン。
  - 10月：ジェイアール西日本広島メンテックの西広島営業所が、当駅[8]から玖波駅へ移転[9][注釈 3]。
- 2016年（平成28年）
  - 2月20日：南口エレベーター使用開始。同時に北口へ降りられるようになる（この時点では、まだ北口広場と北口エレベーターは使えなかった）。
  - 4月22日：北口エレベーター使用開始。
- 2018年（平成30年）5月12日：廿日市駅周辺整備事業の完成記念式典が行われ、南口駅前広場が供用開始となる[11]。
- 2021年（令和3年）7月1日：駅業務がJR西日本中国交通サービスに移管される。
- 2022年（令和4年）4月19日：みどりの券売機プラスを導入し、[12]みどりの窓口の営業を終了[12]。

## 駅構造
相対式ホーム2面2線を有する地上駅。橋上駅舎を備える。駅構内にはエレベーターが設置されている。改札口、上下線ホームにLED発車標が設置されている。業務委託駅（JR西日本中国交通サービス受託）。みどりの券売機プラスが設置されている。
構内にトイレは無く、南口ロータリーの公衆トイレ（バリアフリー対応）を利用する。
駅舎は鉄骨造であるが、木工の街を意識した内外装になっており、広島近郊駅舎では珍しいデザインである。

### のりば
| のりば | 路線     | 方向 | 行先             |
| ------ | -------- | ---- | ---------------- |
| 1      | 山陽本線 | 下り | 宮島口・岩国方面 |
| 2      | 山陽本線 | 上り | 広島・三原方面   |

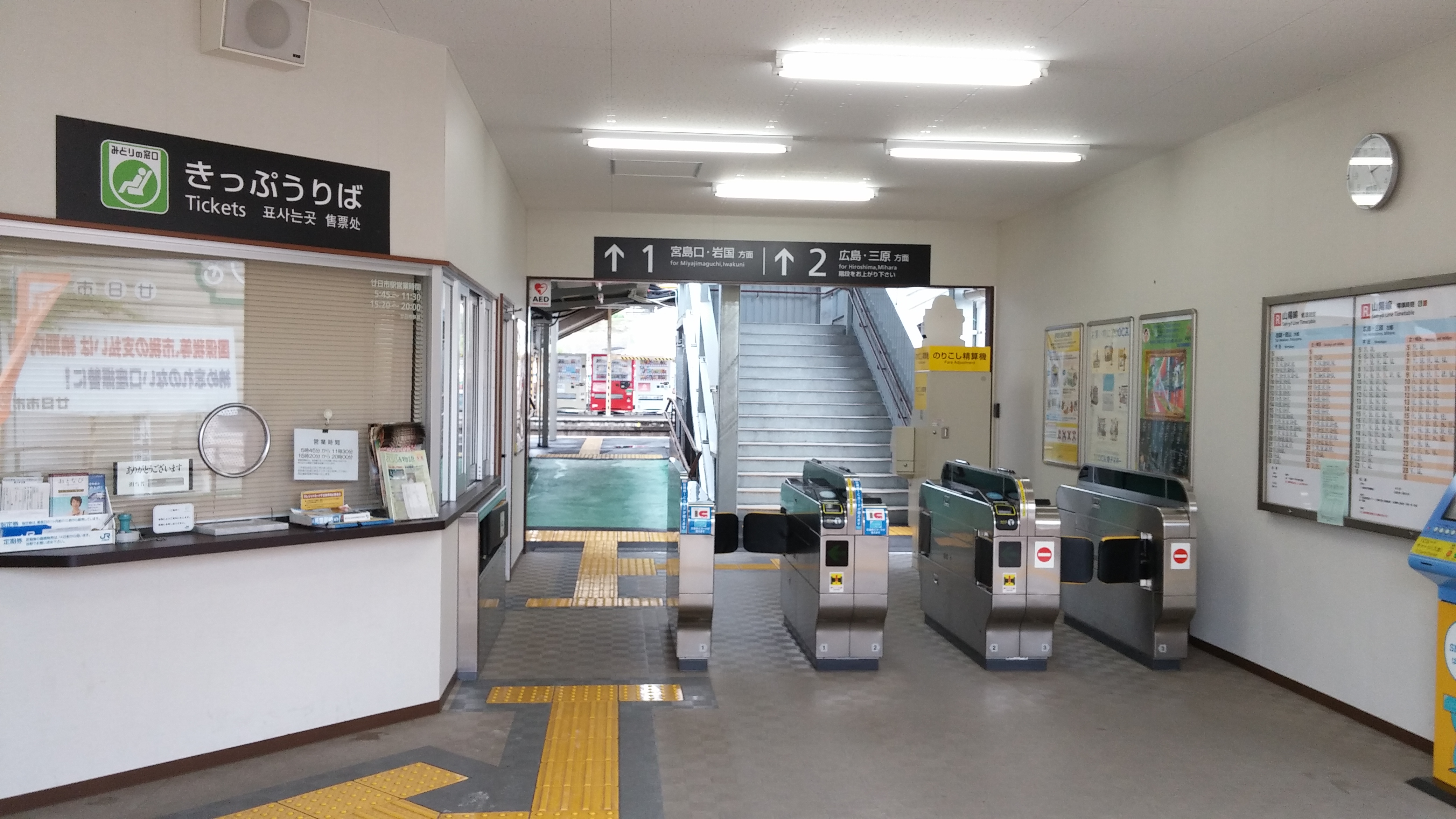
仮駅舎 改札口（2015年5月）

上下線間にホームの無い待避線（運転指令上は「2番線」）があるが、現在は架線が無く、配線上の理由（広島側で上り線のみ、岩国側で下り線のみに接続）によって電車は入線出来ない。かつては両側で上り線、下り線両者に接続した、いわゆる中線であった。

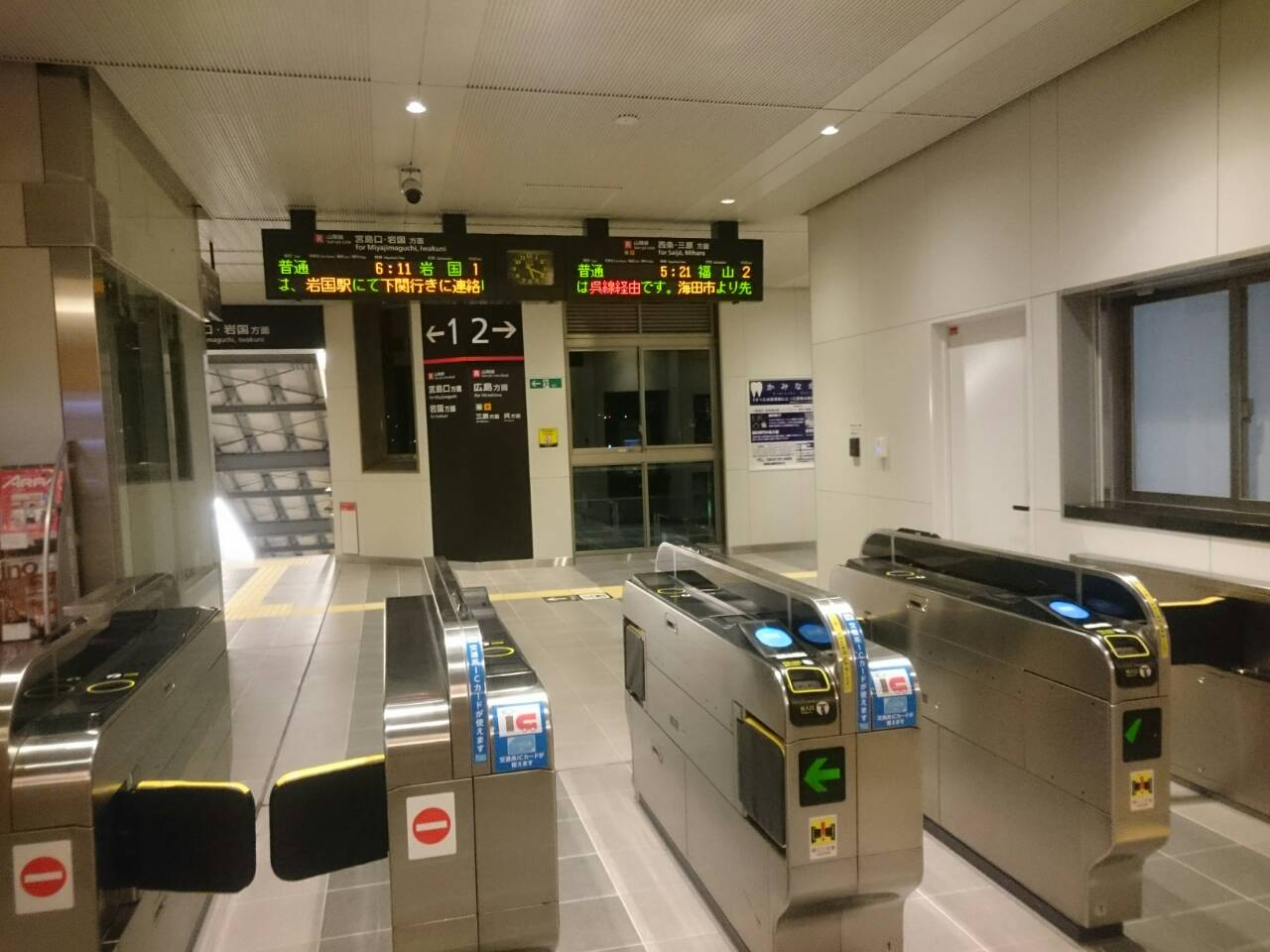
新駅舎改札口（2015年11月）
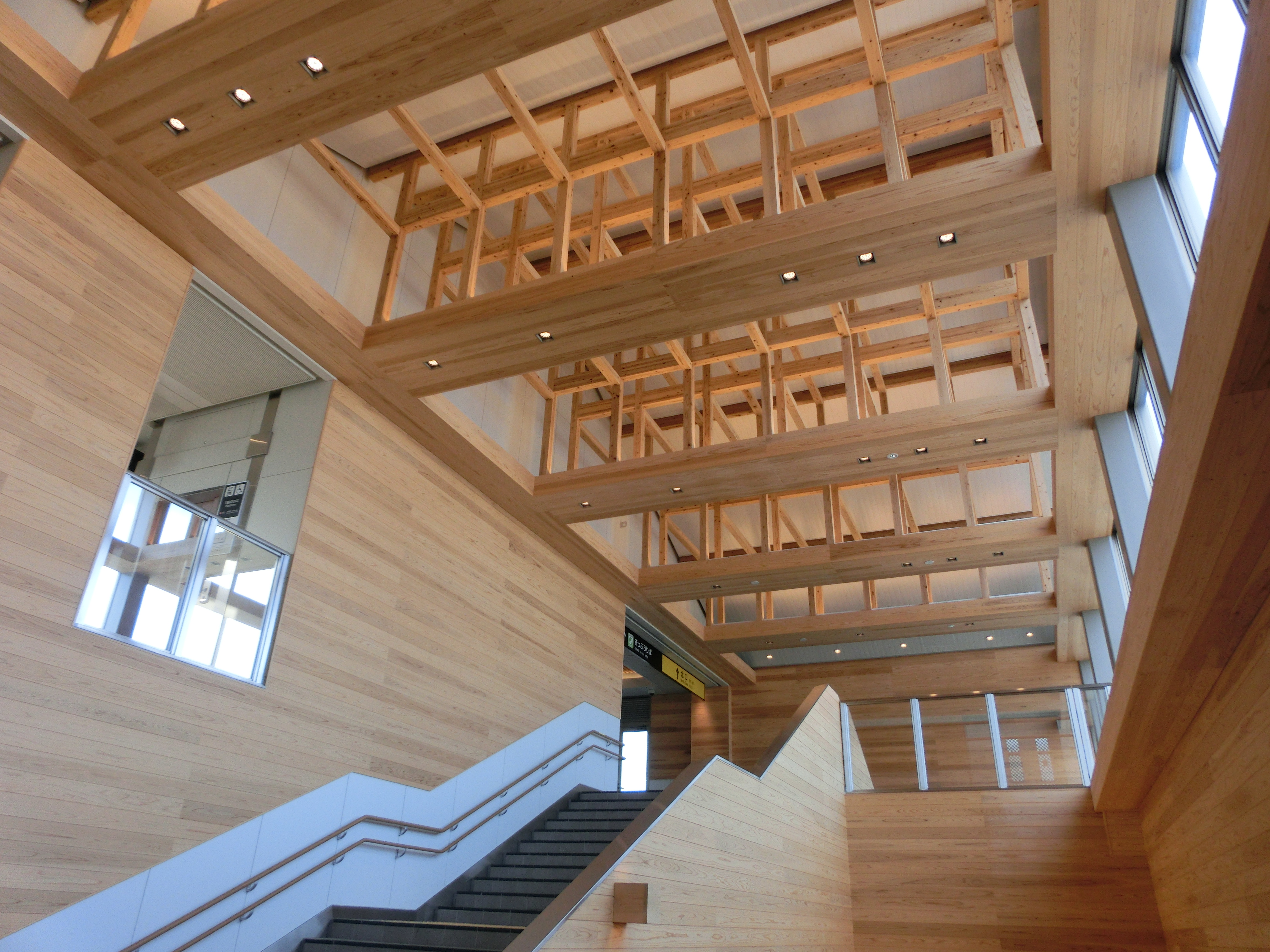
木を多用している駅舎天井
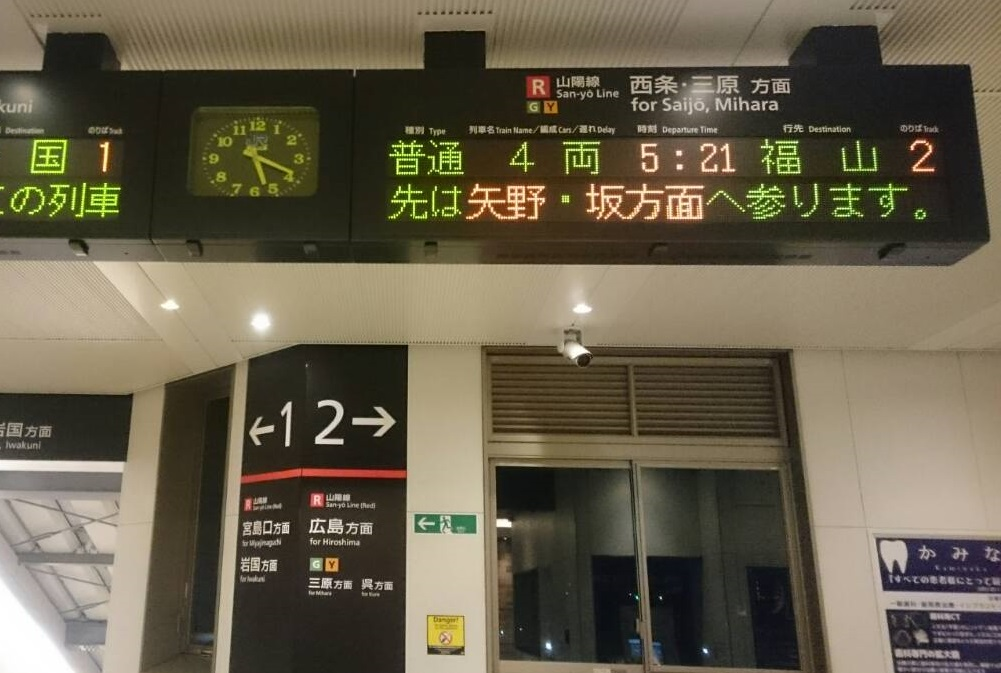
LED式発車標と案内サイン
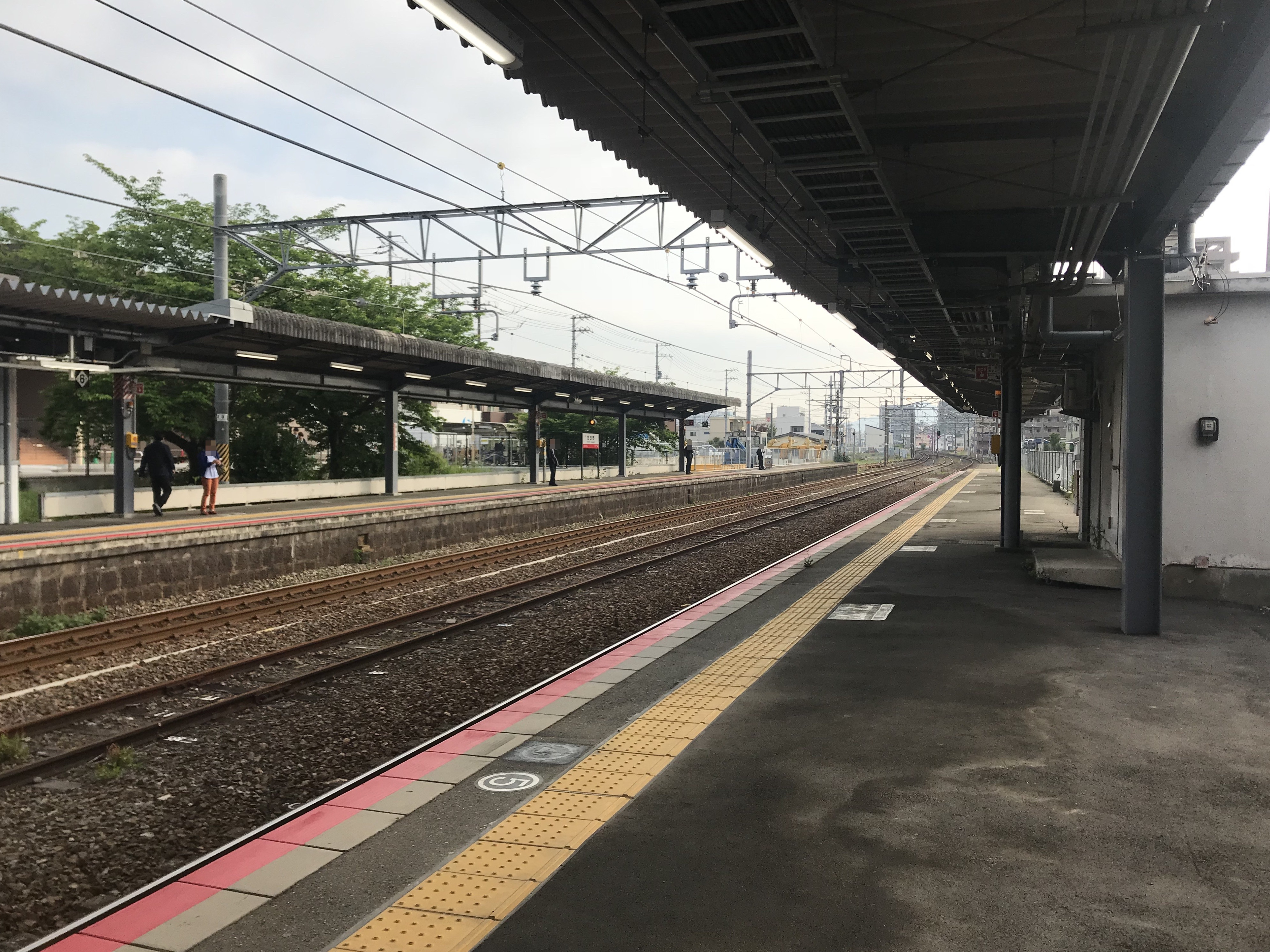
ホーム（2017年3月）

## 利用状況
「廿日市市統計書」によると、近年の1日平均乗車人員の推移は以下の通り。当駅は廿日市市の代表駅であるが、隣の宮内串戸駅の方が乗車人員が多い。
| 年度                | 1日平均 乗車人員 |
| ------------------- | ---------------- |
| 1987年（昭和62年）  | 4,775            |
| 1988年（昭和63年）  | 3,966            |
| 1989年（平成 元年） | 3,803            |
| 1990年（平成02年）  | 3,807            |
| 1991年（平成03年）  | 3,890            |
| 1992年（平成04年）  | 4,120            |
| 1993年（平成05年）  | 4,069            |
| 1994年（平成06年）  | 4,048            |
| 1995年（平成07年）  | 3,958            |
| 1996年（平成08年）  | 3,863            |
| 1997年（平成09年）  | 3,688            |
| 1998年（平成10年）  | 3,738            |
| 1999年（平成11年）  | 3,783            |
| 2000年（平成12年）  | 3,899            |
| 2001年（平成13年）  | 3,903            |
| 2002年（平成14年）  | 3,743            |
| 2003年（平成15年）  | 3,619            |
| 2004年（平成16年）  | 3,500            |
| 2005年（平成17年）  | 3,463            |
| 2006年（平成18年）  | 3,488            |
| 2007年（平成19年）  | 3,556            |
| 2008年（平成20年）  | 3,478            |
| 2009年（平成21年）  | 3,376            |
| 2010年（平成22年）  | 3,325            |
| 2011年（平成23年）  | 3,324            |
| 2012年（平成24年）  | 3,410            |
| 2013年（平成25年）  | 3,473            |
| 2014年（平成26年）  | 3,400            |
| 2015年（平成27年）  | 3,648            |
| 2016年（平成28年）  | 3,791            |
| 2017年（平成29年）  | 3,966            |
| 2018年（平成30年）  | 3,983            |
| 2019年（令和 元年） | 4,064            |
| 2020年（令和02年）  | 3,432            |
| 2021年（令和03年）  | 3,305            |
| 2022年（令和04年）  | 3,463            |
| 2023年（令和05年）  | 3,610            |

## 駅周辺
徒歩3分の所に広島電鉄宮島線の広電廿日市駅がある。
駅前には、古くからの商店街がある。かつて二十日の日に、市場が開かれていた。廿日市の名前の由来である。徒歩3分の中央市民センターの辺りが、西国街道の廿日市本陣であった。
洞雲寺と言う禅宗の寺がすぐそばにある。とても古い寺で、毛利元就との厳島の戦いで名高い陶晴賢の墓がある。本尊は釈迦如来像。
桂公園という広い公園がある。元は、桜尾城と言って海に浮かぶ城であり、厳島の戦いの折には毛利元就が陣を敷き、後には豊臣秀吉も宮島に参詣する際に滞在している。その後荒れていたが、その城主の子孫・桂太郎（明治期の元老・総理大臣・公爵）が土地を買い戻して当時の廿日市町に寄贈し、公園としたので桂公園と言う。
天満宮がある。高台にあり、市内を一望可能。大きな楠が名物で、下から眺めても良く見える。1991年（平成3年）の台風19号によりいくつかの木は倒されてしまったが、残った現在ある楠も素晴しいものである。
駅裏北側には田や山が残っていたが、駅裏工事に伴って一変し宅地に変った。
- 南口
  - 広電廿日市駅
  - 山陽女子短期大学
  - 山陽女学園中等部・高等部
  - 広島県立廿日市高等学校
  - 廿日市天満宮

- 北口
  - フジ廿日市店（2016年（平成28年）3月30日開店[15]）
  - 廿日市市立佐方小学校
  - 洞雲寺

### バス路線
JR廿日市駅南口バス停とJR廿日市駅北口バス停があり、廿日市さくらバスの佐方ルートが発着する。

## 隣の駅
西日本旅客鉄道（JR西日本）
 山陽本線
■快速「シティライナー」・■快速「通勤ライナー」
通過
■普通
五日市駅 (JR-R06) - 廿日市駅 (JR-R07) - 宮内串戸駅 (JR-R08)